# Zamoyski

Stemma dei Zamoyski, nella versione concessa dall'imperatrice Maria Teresa d'Austria

Zamoyski (plurale: Zamoyscy) è il cognome di una importante famiglia polacca della nobiltà (szlachta) Jelita. Il nome è talvolta riportato come Zamojski. È la forma polacca di "de Zamość" (polacco "z Zamościa"), il nome che originariamente detennero come signori di Zamość. La famiglia fu influente nella politica polacca per diversi secoli, e i suoi membri detennero vari titoli ufficiali, compresi quelli di conte e contessa.

## Storia

### Origini e ascesa

I possedimenti della famiglia Zamoyski sono segnati in verde

La famiglia trae le sue origini dalla Łaźiński. Nel XV secolo Tomasz Łaźiński comprò una tenuta a Stary (vecchia) Zamość. I suoi figli Florian (morto 1510) e Maciej assunsero il nome Zamoyski. La famiglia cominciò ad aumentare in importanza. Il nipote di Florian, Stanisław, fu il castellano di Chełm, e suo figlio, Jan Zamoyski, probabilmente il più famoso membro della famiglia, diventò un cancelliere, etmano, e fondò l'Ordynat dei Zamoyski - una grande tenuta che fu una delle principali fonti di ricchezza della famiglia. Suo figlio, Tomasz Zamoyski, il secondo Ordynat, fu anche egli cancelliere in Polonia. Molti dei loro discendenti ricoprirono importanti incarichi all'interno della confederazione polacco-lituana, oltre a quella di voivoda.

### XVIII secolo

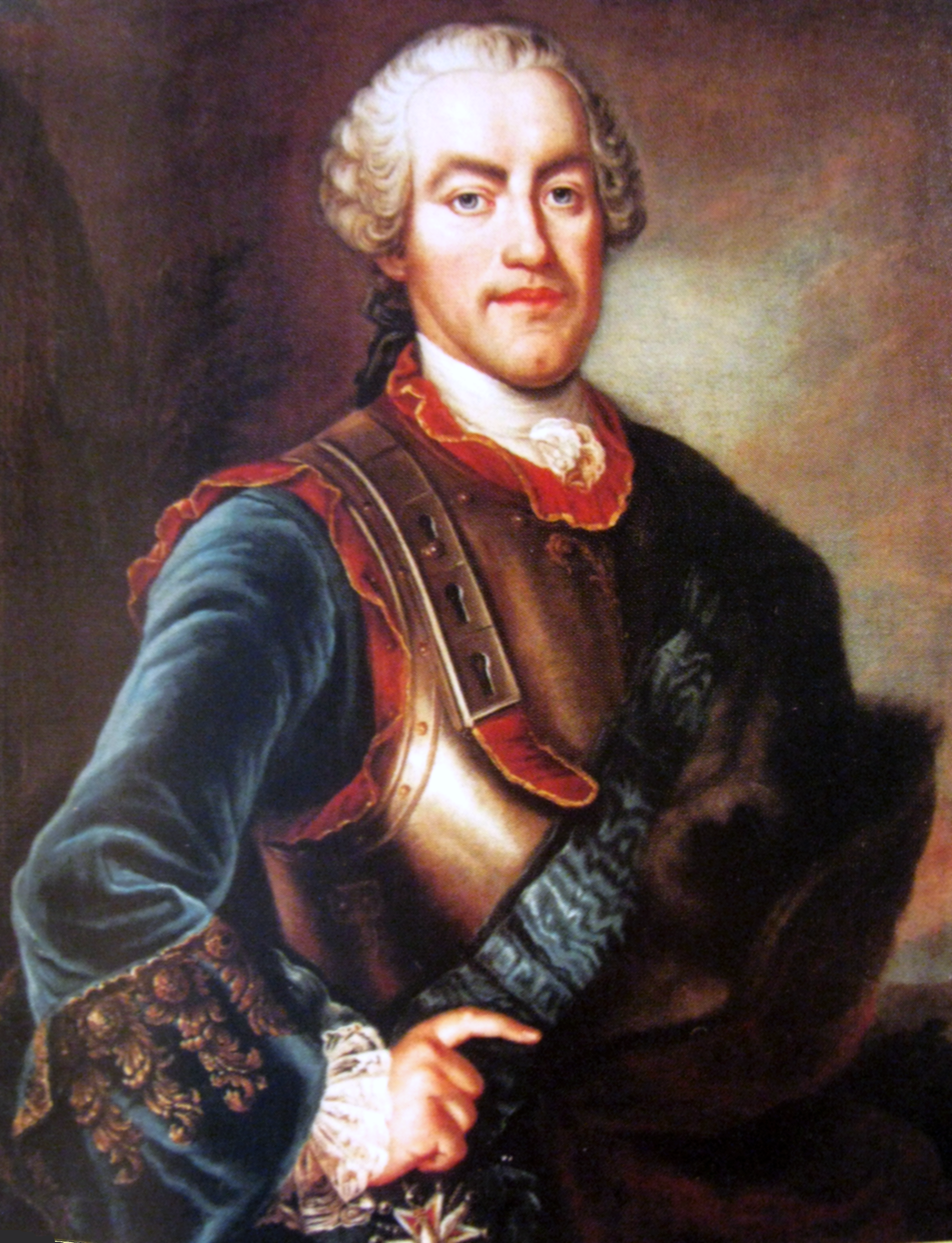
Tomasz Antoni Zamoyski in un ritratto del XVIII secolo

Nel XVIII secolo, il decimo Ordynat, Andrzej Zamoyski, diventò il terzo cancelliere della Polonia nella storia della famiglia. Fu uno degli autori di un piano per la riforma generale della nazione, noto come codice Zamoyski. La famiglia ricevette il titolo di conte dall'Imperatore del Sacro Romano Impero verso la fine del XVIII secolo. I fratelli Andrzej Artur Zamoyski e Władysław Stanisław Zamoyski, appoggiarono i movimenti polacchi finalizzati a ottenere l'indipendenza durante il periodo della spartizione; Władysław fu esiliato dopo aver partecipato alla rivolta di Novembre, e Andrzej, in seguito alla rivolta di Gennaio.

### Epoca recente

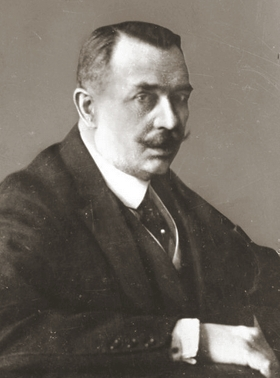
Maurycy Zamoyski, ministro per gli affari esteri durante la seconda Repubblica di Polonia

Il nipote di Andrzej, Maurycy Zamoyski, fu ministro per gli affari esteri durante la seconda Repubblica di Polonia per sette mesi nel 1924.

## Membri
- Jan Zamoyski (1542–1605), gran cancelliere della corona e gran etmano della corona
- Tomasz Zamoyski (1594–1638), deputato cancelliere della corona
- Gryzelda Konstancja Zamoyska (1623–1672), madre del re Michał Korybut Wiśniowiecki.
- Jan Sobiepan Zamoyski (1627–1662), magnate, voivoda
- Andrzej Zamoyski (1716–1792), gran cancelliere della corona, umanista e riformatore
- Władysław Stanisław Zamoyski (1803–1868), politico, generale, attivista dell'Hôtel Lambert
- Andrzej Artur Zamoyski (1800–1874), politico ed attivista economico
- Maurycy Zamoyski (1871–1939), ministro per gli affari della Polonia
- Andrzej Przemysław Zamoyski (1852-1927), proprietario terriero, sposò la principessa Maria Carolina di Borbone-Due Sicilie
- Maria Carolina Zamoyska (1896-1968), ha sposato il principe Ranieri di Borbone-Due Sicilie
- Jan Kanty Zamoyski (1900-1961), proprietario terriero, sposò la principessa Isabella Alfonsa di Borbone-Due Sicilie
- Jan Tomasz Zamoyski (1912–2002), soldato delle forze armate polacche e dell'Armia Krajowa, senatore polacco, ultimo degli Ordynat delle tenute di Zamość
- Marcin Zamoyski (nato il 30 ottobre 1947), sindaco di Zamość (1990–92, dal 2002)
- conte Adam Zamoyski (nato l'11 gennaio 1949), storico

## Residenze

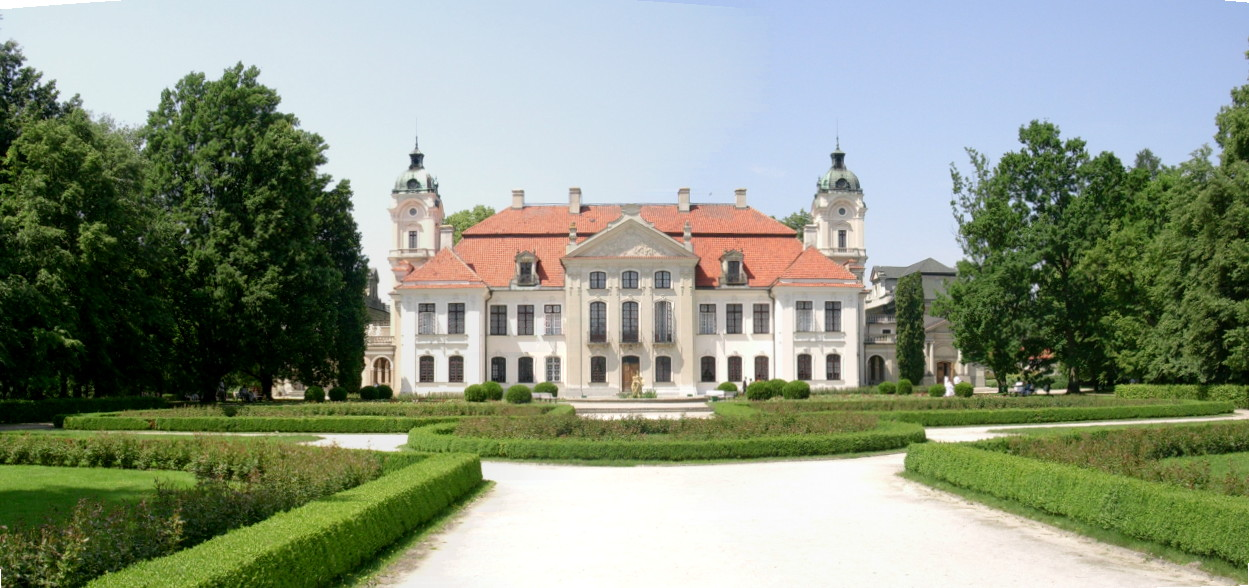
Palazzo di Kozłówka
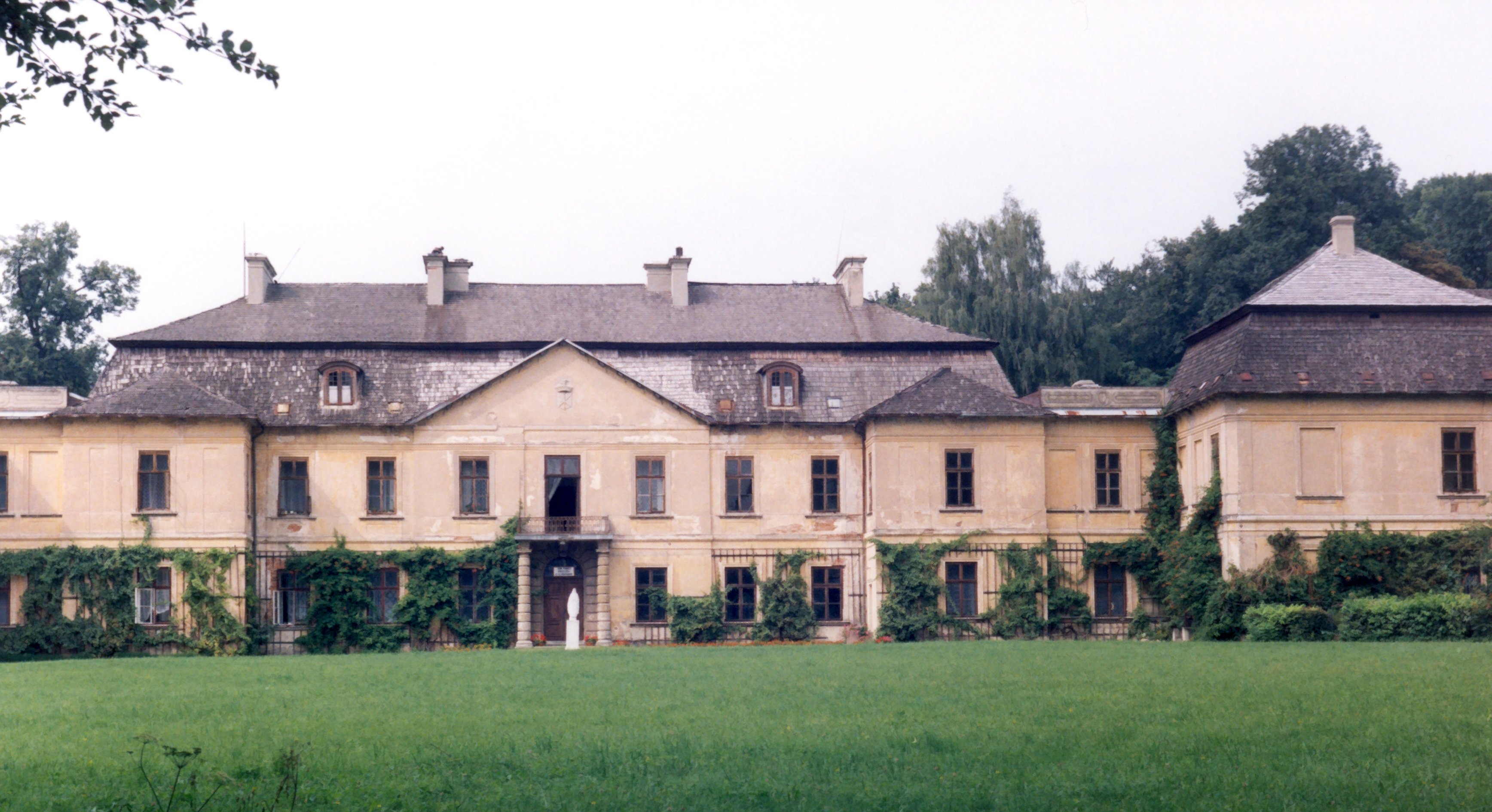
Palazzo a Klemensów
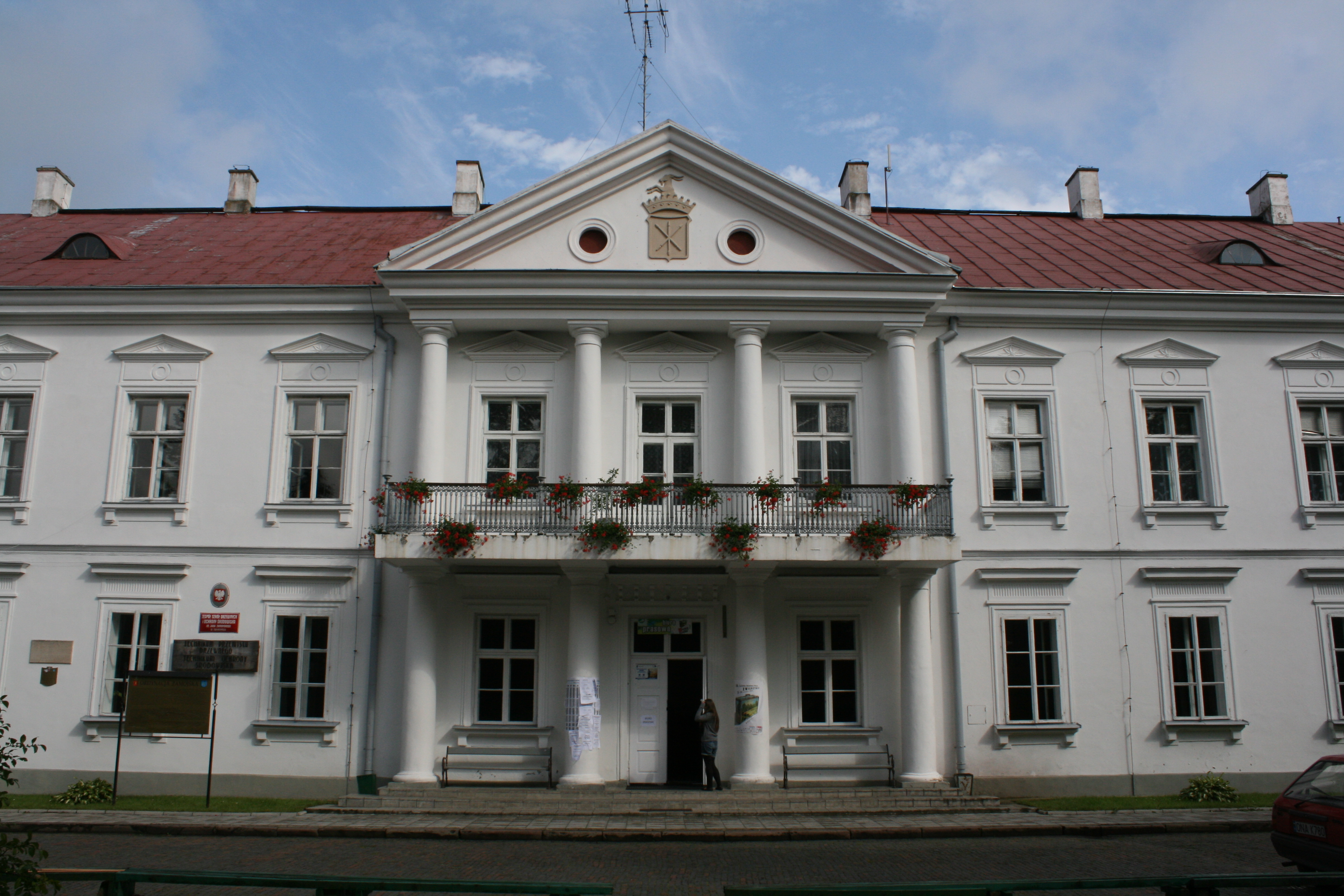
L'ex sede d'ordinanza a Zwierzyniec
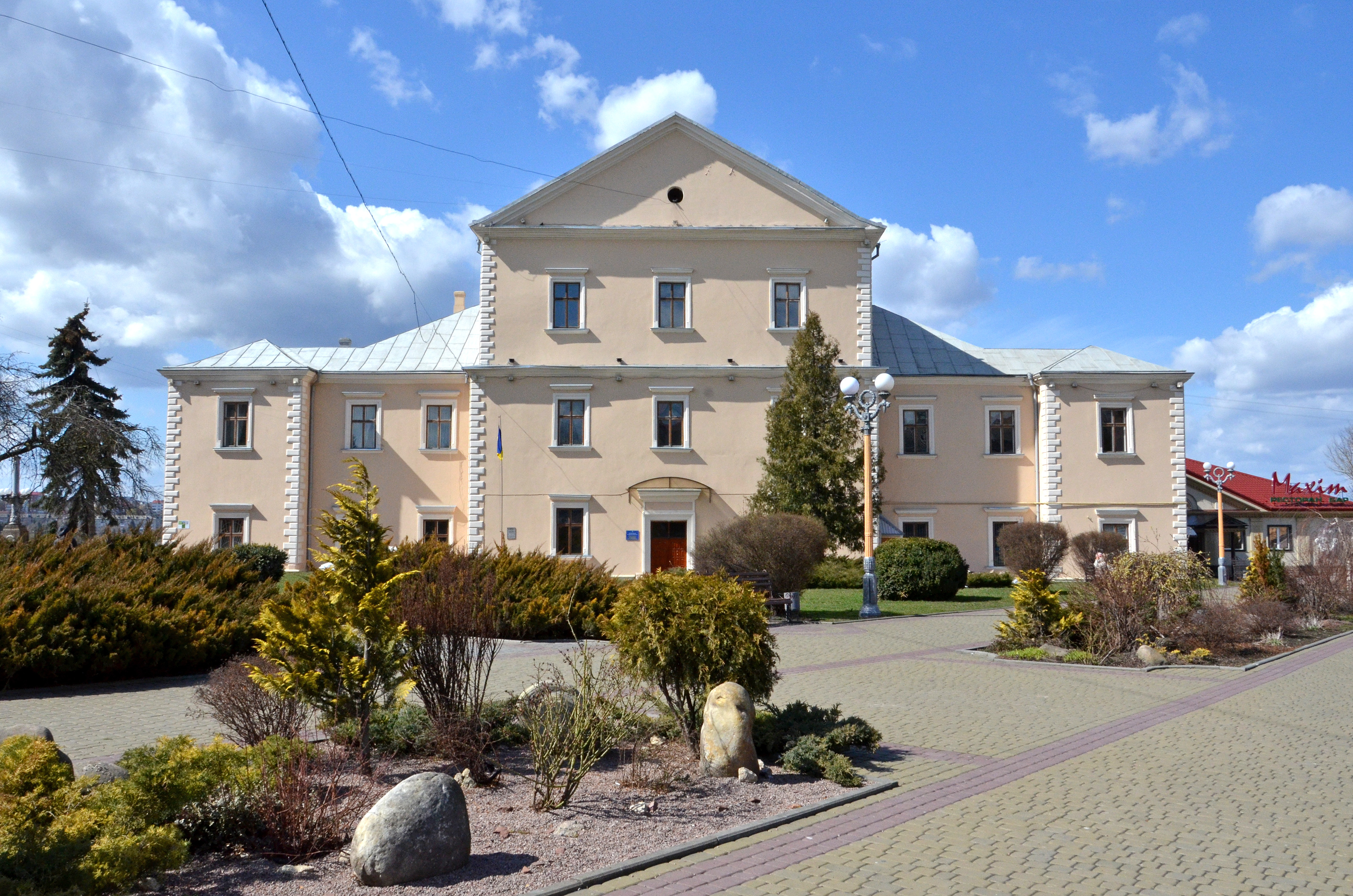
Castello di Ternopil
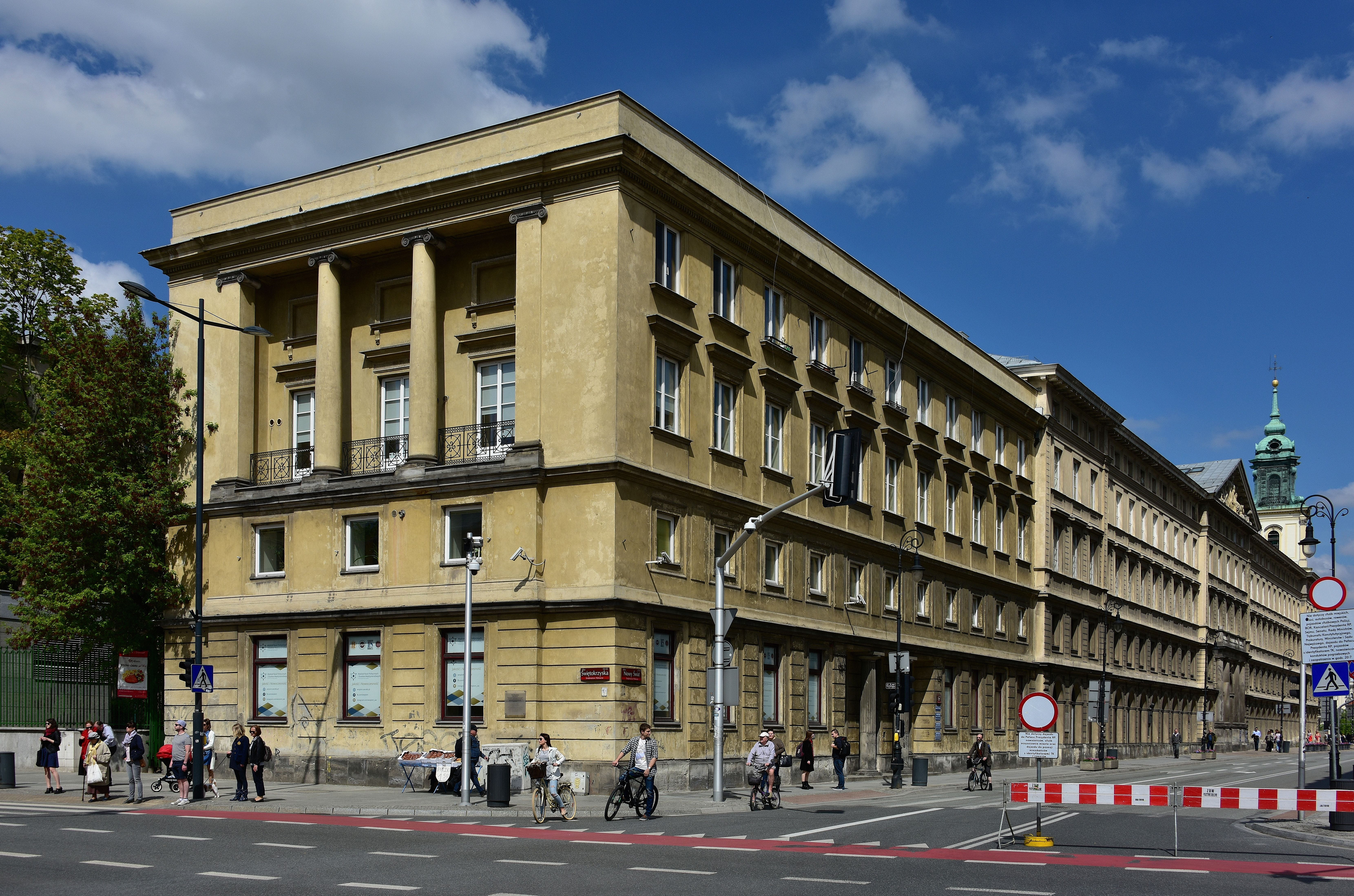
Palazzo Zamoyski a Varsavia
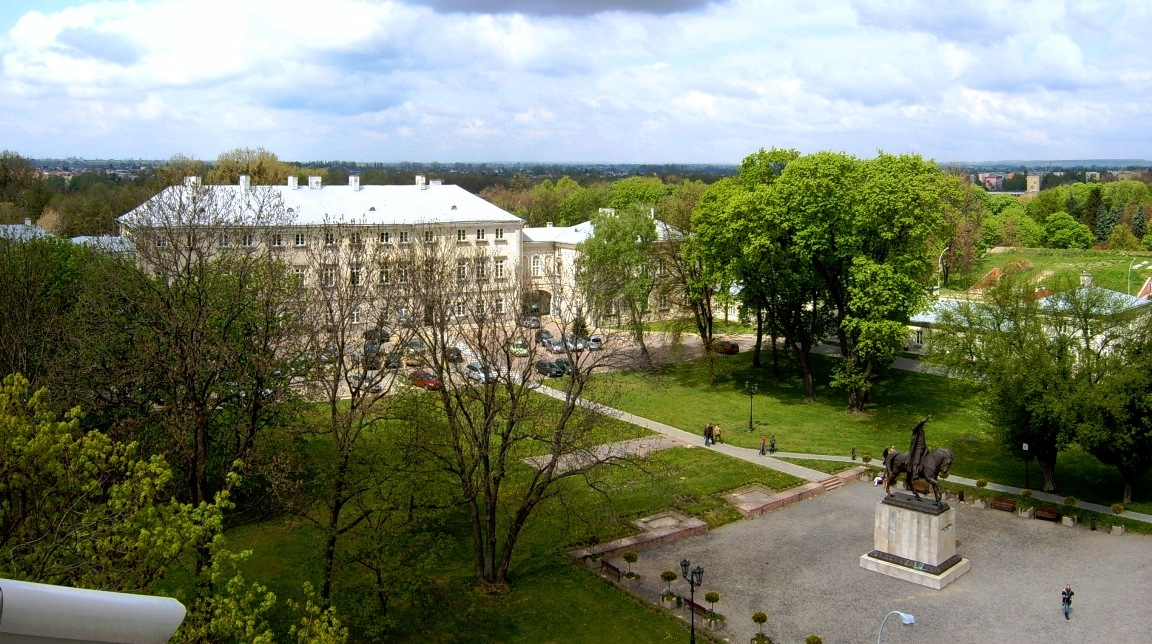
Palazzo Zamoyski Palace a Zamość
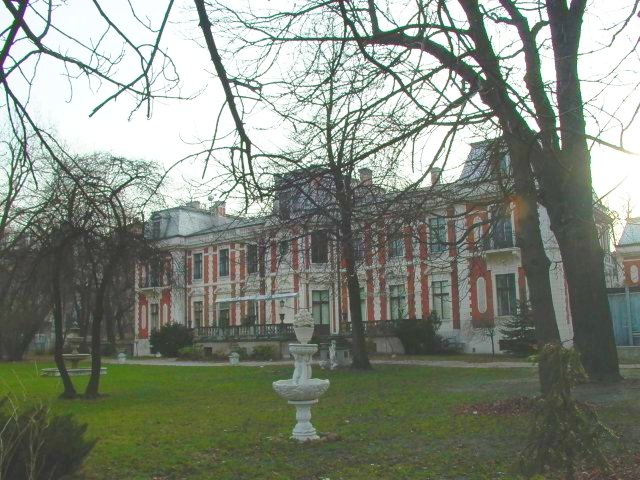
Il palazzo di Konstanty Zamoyski a Varsavia